# Podmíněné finanční dávky
Podmíněné finanční dávky (anglicky Conditional cash transfers – CCT's) jsou programy, které se snaží snížit chudobu. Vlády či charity pomocí nich přerozdělují peníze chudým domácnostem z rozvojových zemí s podmínkou, kterou musejí domácnosti zapojené do programu splnit, aby pomoc dostaly. Tou bývá zpravidla posílání dětí do škol, pravidelné kontroly u lékaře, očkování dětí, rady svobodným matkám na péči o dítě a další. Počet zemí, které využívají tento instrument, se za poslední roky zvýšil.

## Programy
- Brazílie – Bolsa Família (vzdělání a zdraví), Bolsa Escola (vzdělání)
- Mexiko – Oportunidades (vzdělání a zdraví)
- Ekvádor – Bono de Desarrollo Humano (vzdělání a zdraví)
- Kolumbie – Familias en Acción (vzdělání a zdraví), Subsido Condicionado a la Asistencia Escolar Bogota (vzdělání)
- Jamaika – Program of Advancement through Health and Education (vzdělání a zdraví)
- Indonésia – Jaring Pangamanan Sosial (vzdělání)
- Chile – Solidario(vzdělání a zdraví)
- Turecko – Social Risk Mitigation Project (vzdělání a zdraví)
- Bangladesh – Female Secondary School Assistance Program (vzdělání)
- Kambodža – Japan Fund for Poverty Reduction (vzdělání), Education for support project (vzdělání)
- Jemen – Basic Education Development project (vzdělání)
- Honduras – Programa de Asignación Familiar (vzdělání a zdraví)
- Keňa – Cash Transfers for Orphans and Vulnerable Children (vzdělání a zdraví)
- Nikaragua – Atención a Crisis (vzdělání a zdraví), Red de Protección Social (vzdělání a zdraví)
- Pákistán – Punjab Education Sector Reform Program (vzdělání)

### Bolsa Família
Nejznámějším projektem je Bolsa Família, probíhající v Brazílii. Tento program je prováděn brazilskou vládou s podporou Světové banky a funguje již více než 10 let. Pomáhá více než 11 milionům rodinám (46 milionům lidí), drtivé většině chudých obyvatel Brazílie a patří mezi největší programy s podmíněnými finančními dávkami. Rodiny s dětmi dostávají v průměru 70 Reálů (35 $) výměnou za zapsání dětí do škol a pravidelné prohlídky u lékaře. Úspěch tohoto programu na snížení celkové chudoby po určité době je signifikantní a dnes pomáhá k rozvoji celé Brazílie. Po jeho vzoru vyhlásilo New York City obdobný program s názvem „Opportunity NYC“. To je příklad, kdy se rozvinutá země poučila ze zkušeností takzvané rozvojové země.

### Oportunidades
Obdoba brazilského projektu Bolsa Família, probíhající v Mexiku. Funguje od roku 1997 (do roku 2002 s názvem Progresa), prováděn mexickou vládou. Zaměřuje se na snižování chudoby rodin v rurálních oblastech a městských komunitách investicemi do rozvoje lidského kapitálu podmíněnými finančními dávkami. Počet rodin benefitujích z tohoto programu přesáhl 4 miliony, z toho 2,5 milionu v rurálních oblastech a 1,5 milionu v urbánních oblastech. Mexická vláda do tohoto programu investuje 46,5 % federálního rozpočtu, určeného na snížení chudoby.

## Ekonomické odůvodnění přímého přerozdělování finančních dávek
Jsou zde podstatné argumenty pro přímé přerozdělování veřejných peněz, zejména v rozvojových zemích. Příkladem může být, že investice do infrastruktury v chudých zemích často nemají přímý dopad na chudé obyvatele (př. v Nikaragui mělo pouze 10% dolní 1/5 obyvatel přístup k elektrické energii, ve srovnání s 90% horní 1/5 v roce 1998). Nestálost příjmů během roku je dobrý argument pro cílené přerozdělování prostředků, které může zlepšit situaci obyvatel při výpadku příjmu. Problémy jedinců mohou být dědičné, bez vlivu onoho jedince (příslušnost k dané rase, pohlaví, rodinné zázemí). Vhodným nástrojem přímého přerozdělování prostředků jsou tedy podmíněné finanční dávky (CCT’s), které by měly kompenzovat nerovné příležitosti rodinám, které tímto strádají.
Existují ale také dva základní argumenty proti přímému přerozdělování finančních dávek. Prvním je, že nejlepší cesta na snížení chudoby je silnější ekonomický růst dané země. Stát by měl nepřímo přerozdělovat prostředky většími investicemi do infrastruktury (cesty, přístavy, tak jako lepší školy a kliniky). Druhým je, že poskytují špatný stimul svým příjemcům. Mohly by narušit budoucí efektivitu práce příjemců. „Když stát zajistí základní potřeby pro život, proč by měli lidé pracovat v tvrdých podmínkách za málo peněz?“

## Charakteristické rysy a implementace programů CCT’s
Je potřeba pochopit, jak tyto programy fungují v praxi. CCT’s vyžadují stejné mechanismy, jako kterékoliv jiné přerozdělovací programy. Potřeba stanovit způsobilost příjemců, kteří se budou moci zapsat do programu, způsoby plateb, silný monitoring a evaluační systém. Nutná spolupráce s institucemi.
Přibližně 2/3 zemí využívají geografické cílení dávek; 1/3 cílí na domácnosti, zejména pomocí metody „Proxy Means Testing“ (statistické analýzy datového souboru průzkumu domácností na základě určitých kritérií jako lokace, kvalita obydlí, demografická struktura domácností, vzdělání apod.) a mnoho zemí používá obě metody. Mnoho programů také využívá metodu „Community-based Targeting“ (výběr skupiny skládající se ze zástupců komunit či jejich vůdců, jejichž aktivity nejsou vztaženy k fungování programů, aby rozhodli, kdo z daných komunit má nárok na podporu), aby se zvýšila transparentnost. CCT’s byly hybnou silou pro rozvojové země ve zlepšení mapování chudoby a domácností, které potřebují podporu (př. Kambodža, Jamajka, Keňa, Mexiko, Pákistán, Panama, Turecko).
Platby se liší většinou podle počtu dětí v určité věkové skupině. Většina programů přerozděluje benefity rodinám podle počtu dětí v domácnosti, ale jsou zde horní limity (př. Bolsa Família 45 $ – ekvivalent 3 dětí; Mexiko 153 $ – dvě děti na základní škole a jedno na střední škole). Několik programů (jako v Ekvádoru, Salvadoru, Panamě a Peru) vyplácejí rovný příspěvek domácnostem, bez ohledu na to, kolik mají dětí. Platby se také mohou lišit podle stupně vzdělání či pohlaví. Oportunidades v Mexiku, Familias en Acción v Kolumbii, The Social Mitigation Project (SRMP) v Turecku a PATH na Jamajce vyplácejí větší obnosy pro děti na druhém stupni vzdělání než na prvním, protože si uvědomují větší výdaje se studiem starších žáků (dražší učebnice, školy jsou vzdálenější). Oportunidades a SRMP vyplácejí větší dávky dívkám, protože si uvědomují jejich znevýhodněnou situaci v přístupu ke studiu.
Způsoby vyplácení dávek se liší program od programu. V Brazílii jsou výplaty prováděné pomocí debetních karet, pomocí kterých si lidé mohou vybrat peníze v bankomatech, bankách apod. V Turecku jsou vypláceny peníze skrze státní banku hotově. V Mexiku v zaostalých oblastech jsou peníze rozváženy a ve městech vypláceny přes bankovní systém. V Keni jsou peníze distribuovány přes poštovní pobočky. V Tanzanii jsou peníze posílány zástupci komunit, který je potom dále přerozdělí.
Stanovení podmínek pro vyplácení dávek je nejdůležitější součástí CCT’s. Většina programů podmiňuje vyplácení dávek zápisem dětí do školy, pravidelnými kontrolami u lékaře, očkování malých dětí (0 – 6 let; aby byly zdravé před nástupem do školy) a většinou i návštěvy lékaře těhotných žen. Podmínky školní docházky se s různými programy liší, většina programů vyžaduje minimální školní docházku 80 – 85 %. Turecko umožňuje opakovat ročník pouze jednou. Součástí podmínek může být i účast na edukačním výživovém programu.
Ačkoliv většina programů má jasně daná pravidla sankcí pro neplnění podmínek, většinovým postihem však bývá dočasné pozastavení vyplácení dávek, než dojde opět k dodržování podmínek a může dojít až k ukončení vyplácení podpory v případě opětovného nedodržování.

## Dopad CCT’s na spotřebu domácností a zaměstnanost (Krátkodobý efekt)
Dopad podmíněných finančních dávek na okamžitou spotřebu domácností je důležitý pro snižování chudoby v krátkodobé perspektivě. Šíře dávek se liší země od země, například v Nikaragui tvoří dávky 30 % spotřeby domácností v kontrastu s Kambodžou, kde jsou to pouze 2 %.
CCT’s pomáhají zlepšovat skladbu spotřeby, zejména u jídla (lepší nutriční hodnoty, zejména důležité pro děti). Výdaje domácností v tomto smyslu zlepšují kvalitu života. Například domácnosti z programu Familias en Acción z Kolumbie kupovaly více potravin bohatých na proteiny (jako mléko, maso a vejce).
CCT’s snižují práci dětí ve školním věku tím, že nutí rodiče (podmínka), aby zapsali své dítě do školy výměnou za finanční dávky. Podmínky by měly přesvědčit rodiče, aby si uvědomili důležitost vzdělání pro své dítě do budoucna. Zároveň finanční podpora domácností snižuje jejich závislost na příjmech z dětské práce. Podle posledních průzkumů se ukazuje, že programy snížily zaměstnanost dětí o desítky procent (liší se země od země).
Existují obavy, že CCT’s mohou zhoršit pracovní návyky dospělých. Jak některé výzkumy dokazují, existují případy, kdy se dospělí záměrně vyhýbají práci, aby zůstali „chudí“ a dále mohli pobírat dávky.

## Dopad CCT’s programů na akumulaci lidského kapitálu (Dlouhodobý efekt)
CCT’s programy se také snaží zlepšit situaci chudých pomocí přesvědčování o nutnosti investování do lidského kapitálu, zejména jejich dětí (vzdělání, zdraví, lepší výživa). Podle průzkumů bylo dokázáno, že děti po absolvování škol, se chovají jinak, než kdyby nebyly nuceny školy navštěvovat. Získávají lepší pracovní uplatnění, udržují si zdravé stravovací návyky a dožívají se vyššího věku.

## Efektivita Podmíněných finančních dávek
Efektivita CCT’s je měřena několika rozvojovými agenturami. Tyto agentury se snaží měřit dopad podmíněných finančních dávek na chování domácností. Pro zjištění, jak efektivně CCT’s cílí na domácnosti, musí být změřeno, jak by na tom ve skutečnosti byly domácnosti, kdyby nedostaly finanční dávky a potom udělat hodnocení podle tohoto měření. Metoda je porovnání spotřeby domácností s dávkami se spotřebou domácností bez dávek. Kdo je chudý i po přijetí dávek, byl chudý i předtím. Existují kladné důkazy, že domácnosti, které dostávají tyto finanční dávky, utrácejí více peněz za kvalitní jídlo s větší kalorickou hodnotou, než domácnosti s obdobným příjmem, které dávky nedostávají. V Bangladéši, Pákistánu a Turecku, kde byla školní docházka dívek menší než u chlapců, pomohly programy CCTs zmenšit tuto mezeru. Všeobecně lze říci, že CCTs pomohly snížit chudobu mezi příjemci, ochránily je před negativními dopady špatně fungující ekonomiky (nezaměstnaností, nemocemi nebo dalšími náhlými šoky).

## Problémy při implementaci CCTs a neúspěšné programy (Kritiky)
Dopad podmíněných finančních dávek na snižování chudoby a nerovností byl celosvětově uznán, nicméně zůstává několik překážek v jejich implementaci, které vedly u některých programů k jejich neefektivnosti či úplnému zastavení.

### Externí faktory
Podle studie prováděné analytiky Světové banky Laurou Rawlingovou a Gloriou Rubio, bylo zjištěno, že na počátku každého programu je potřeba si stanovit harmonogram akcí. Ten může být narušen politickými změnami v dané zemi, přírodními pohromami nebo změny v administraci projektu, což může vézt k neefektivnosti programů či jejich úplnému zastavení. Příkladem takto postižených programů může být podle výzkumu Rozvojového programu OSN Social Protection Network z Nikaragui, kde došlo ke změně administrativy tohoto programu na jiné ministerstvo a tím i ke snížení jeho efektivity, což vedlo až k jeho úplnému zrušení. Obtíže mohou také nastat se zaváděním Manažerského informačního systému (MIT). Příkladem toho může být mexický program Oportunidades, kde 27 % účastníků nedostalo finanční podporu po 2 letech od jeho zavedení. Dalším problémem je podle Světové banky nedostatečná flexibilita programů podmíněných finančních dávek během ekonomické krize, nejsou schopny rozšířit svou kapacitu o lidi, kteří spadli do této kategorie pouze během ekonomické krize.

### Vyloučení
Dalším běžnou překážkou je vyloučení potřebných domácností z programu. Podle výzkumu Světové banky je to způsobeno znemožněním domácností dostat se ke klinikám či školám. Nevyplatí se jim cestovat k těmto zařízením v případě, když náklady na transport převyšují získanou podporu a tím nejsou schopny splnit podmínky jejího čerpání. Ba co víc, výzkum mexického programu Oportunidades prokázal, že osoby s fyzickou chorobou nebyly schopny cestovat a tím pádem tyto podmínky splnit. Dalším problémovou skupinou jsou pracující ženy, které si nemohou dovolit zmeškat práci a tím nejsou rovněž schopny splnit podmínky pro čerpání podpory.

### Nedůvěra
Nedostatek důvěry mezi cílenou populací je způsoben špatnou informovaností, špatným přístupem k informacím a může vézt k neefektivnosti či úpadku programu. Příkladem může být neúspěšný program z Nikaragui (Social Protection Network), který se potýkal se silnou nedůvěrou obyvatelstva, protože byl příliš zpolitizovaný. Stejný případ se objevil na Haiti, kde lidé neměli důvěru v místní vládu, řešením by mohlo být přerozdělování peněz pomocí nevladních neziskových organizací (NGO's).

## Podmíněné finanční dávky nebonepodmíněné finanční dávky? (Argumenty pro a proti)
Dále čtěte: Unconditional cash transfers (UCT)
Poslední dobou se vede diskuse, zdali má smysl poskytovat podmíněné finanční dávky nebo by byly lepší nepodmíněné finanční dávky. Argumenty pro CCT’s jsou, že ne vždy se rodiny chovají racionálně, mohou zde být rozpory v pohledu na budoucnost mezi rodiči (kteří platí za studium) a dětmi (které by mohly benefitovat v budoucnosti). Dalším argumentem je, že vlády jsou ovlivňovány zájmovými skupinami a proto podmíněné dávky by měly zajistit lepší rovnost při přerozdělování. Výzkum zabývající se programem Oportunidades dokazuje, že počet dětí docházející na základní školu je větší u rodin, které dostávají podporu ve srovnání s těmi, které ji nedostávají. Dalším dobrým příkladem těchto programů může být Malawi, kde se prováděl výzkum rodin s dětmi (dívkami) ve školním věku. Rodiny, které dostávaly podporu, měly opět větší úspěšnost ve školní docházce a jejich dcery vyšly z průzkumu gramotnosti mnohem lépe než dívky z ostatních rodin.
Silný argument pro nepodmíněné finanční dávky zaznívá z tábora zastánců rovného přístupu k rozvoji (Rights-based approach to development). Podle jejich názoru by měly finanční dávky pomáhat všem obyvatelům státu zlepšit jejich životní situaci. Stát by měl usilovat o to, aby zajistil všem rovný přístup k potravinám a jiným zdrojům. Jejich kritika (argumenty proti) na podmíněné finanční dávky je, že v několika případech (viz výše) vyloučily z programu obyvatele, kteří to potřebovali nejvíce, protože je to pro ně příliš drahé jejich plnění (kliniky jsou příliš vzdálené; potřebují děti doma, aby pomohly rodičům sklidit úrodu pro živobytí) a tím porušily princip lidských práv na nediskriminaci a rovnost. Otázkou také zůstává kvalita služeb poskytovaných státem. Nebylo by lepší investovat peníze přímo do zlepšení kvality škol, či kvalifikace vyučujících? Rodiče mohou považovat nucení dětí docházet na nekvalitní školu či kliniku za plýtvání času, který by měly raději strávit účelněji prací na poli s rodiči.
Příkladem programu nepodmíněných finančních dávkek je program v Malawi Social Protection Policy and Framework, který započal v roce 2006, je financovaný organizací UNICEF a Národní komisí pro AIDS (National Commission on AIDS). Tento program cílí na úplně nejchudší vrstvy obyvatel (22 % obyvatel Malawi v roce 2007). Cílem je toto číslo snížit na 10 % v roce 2015. Program dá 600 (4 $) Kwacha každé rodině za osobu do max 1 800 Kwacha (13 $) pro 4 a více členů, je zde ještě extra bonus 200 Kwacha za dítě, které se zapíše na základní školu a 400 Kwacha za dítě, které pokračuje v následujícím studiu.